# Louis H. Wilson Jr.

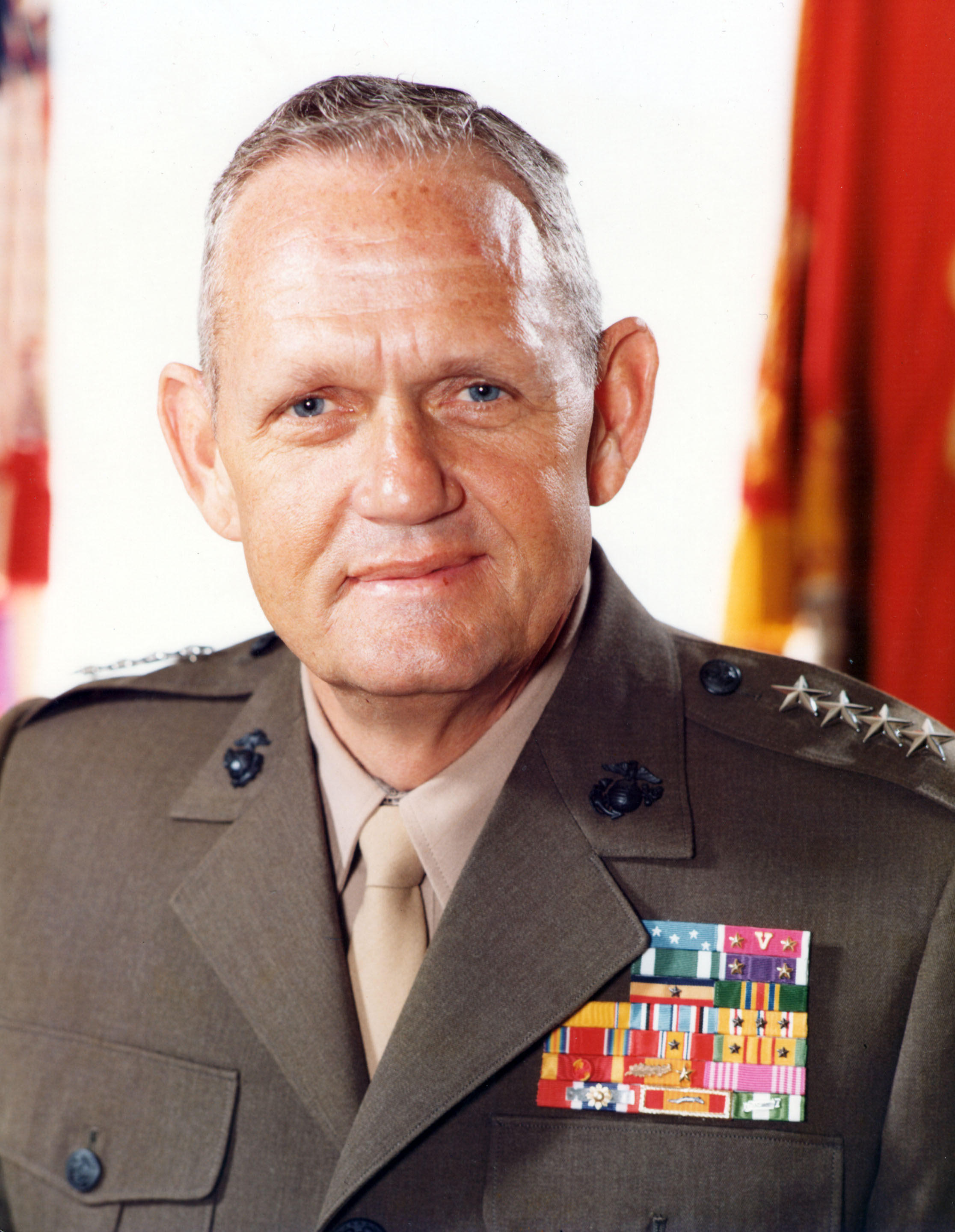
General Louis H. Wilson Jr.

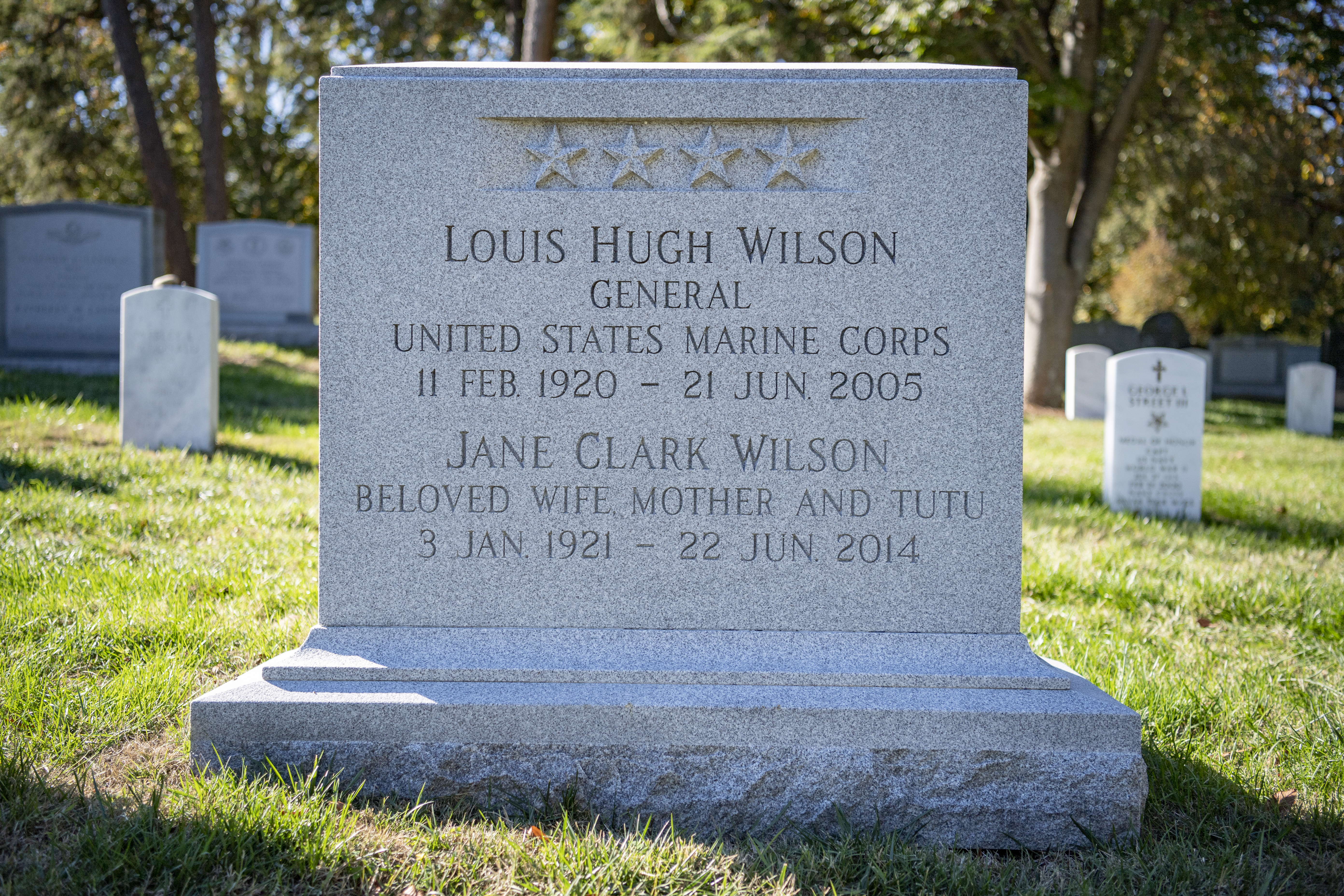
Wilsons Grabstein auf dem Arlington National Cemetery

Louis Hugh Wilson Jr. (* 11. Februar 1920 in Brandon, Mississippi; † 21. Juni 2005 in Birmingham, Alabama) war ein amerikanischer Viersternegeneral und der 26. Commandant des U.S. Marine Corps. Wilson war Träger der Medal of Honor.

## Leben

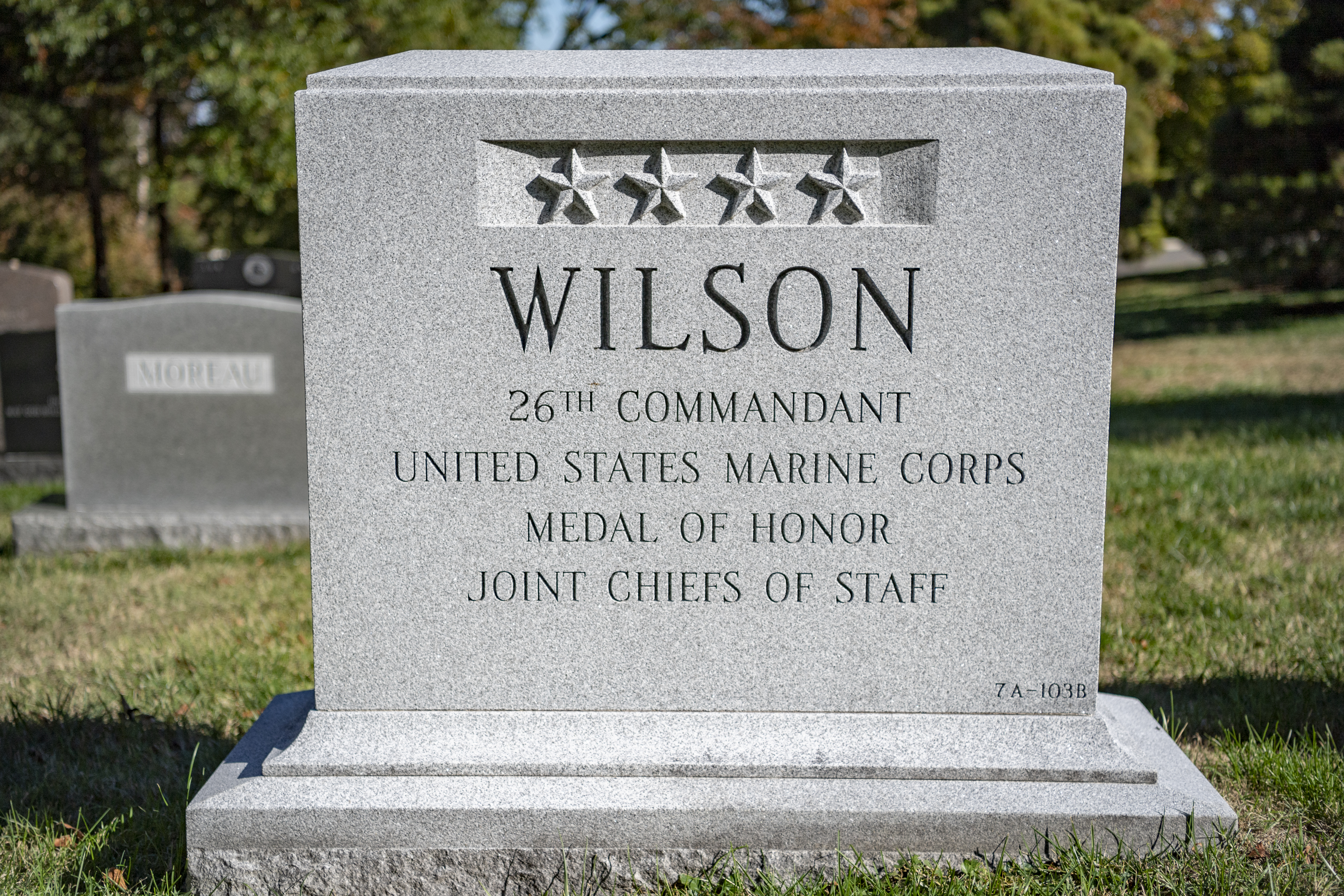
Medal of Honor Gedenkstein, Arlington National Cemetery

Wilson wurde am 11. Februar 1920 in Brandon, Mississippi, als Sohn von Lewis Hugh Wilson Sr. (1873 bis 1925) und dessen Ehefrau Bertha E. Buchanan Wilsonwas (1880 bis 1960) geboren. Er hatte eine ältere Schwester, Elizabeth Wilson Benton (1911 bis 1996). Im November 1944 heiratete er Jane Clark Wilson (1921 bis 2014).
Wilson schloss 1941 das Millsaps College, Jackson (Mississippi), als Bachelor of Arts ab.
Er starb am 21. Juni 2005 in Birmingham, Alabama und wurde mit allen militärischen Ehren am 19. Juli 2005 auf dem Arlington National Cemetery beigesetzt.

## Militärischer Werdegang
Wilson trat im Mai 1941 in die Marine Corps Reserve ein und wurde im November desselben Jahres zum Leutnant (Second Lieutenant) ernannt („commissioned“). Nach der Teilnahme am Offiziersgrundlehrgang wurde er dem 9. Marineregiment auf der Marine Corps Base, San Diego, Kalifornien, zugeteilt.

### Zweiter Weltkrieg

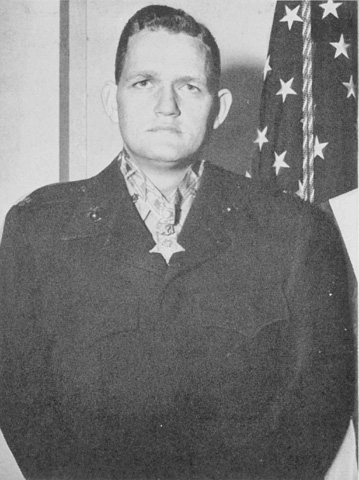
Wilson als Hauptmann nach Verleihung der Medal of Honor

Wilson wurde im Februar 1943 mit der 9. Marineinfanterie in den pazifischen Raum entsandt, wo er auf Guadalcanal, Efate und Bougainville Zwischenstation machte. Er wurde im April 1943 zum Hauptmann (Captain) befördert. Während der Schlacht um Guam am 25. und 26. Juli 1944 erhielt Wilson als Chef der Kompanie F des 2. Bataillons der 9. Marines die höchste amerikanische Auszeichnung für Heldentum im Kampf, die Medal of Honor, als er und seine Kompanie eine zahlenmäßig überlegene feindliche Streitmacht zurückschlugen und vernichteten. Aufgrund der erlittenen Verwundungen wurde er in das U.S. Naval Hospital, San Diego, evakuiert, wo er bis zum 16. Oktober 1944 blieb.
Wilson kehrte zum Dienst als Chef der Kompanie D, Marinekaserne, Camp Pendleton, Kalifornien, zurück. Im Dezember 1944 wurde er nach Washington, D.C. versetzt, wo er in der Marines Kaserne diente. Im März 1945 wurde er zum Major befördert.

### Nachkriegsjahre
Von Juni 1946 bis August 1951 war Wilson nacheinander Dekan und stellvertretender Direktor des Marine Corps Institute, Adjutant des kommandierenden Generals der Fleet Marine Force (FMF) im Pazifik und verantwortlicher Offizier der District Headquarters Recruiting Station in New York City.
Im November 1951 zum Oberstleutnant (Lieutenant Colonel) befördert, diente Wilson, während er in Quantico, Virginia, stationiert war, nacheinander als kommandierender Offizier des 1st Training Battalion der Basic School, als kommandierender Offizier von Camp Barrett und als Kommandeur der Basic School. Er schloss den Officer's Senior Course im August 1954 ab.
Nach einem kurzen Einsatz an der Marine Corps School, Quantico, ging Wilson nach Korea, um als stellvertretender G-3 Offizier, 1st Marine Division, zu dienen. Im August 1955 kehrte er mit der 1. Division in die Vereinigten Staaten zurück und wurde zum kommandierenden Offizier des 2. Bataillons der 5. Marineinfanterie. Im März 1956 wurde Wilson dem Hauptquartier Marine Corps (HQMC) zugeteilt, wo er zwei Jahre als Leiter der Operationsabteilung (G-3) diente. Danach kehrte er nach Quantico zurück, zunächst als Kommandeur des Auswahl- und Ausbildungsregiments und später als Kommandeur der Basic School.
Im Juni 1962, nach seinem Abschluss am National War College, wurde Wilson als Joint Plans Coordinator dem stellvertretenden Stabschef im HQMC zugeteilt.

### Vietnamkrieg
Wilson war ab August 1965 für ein Jahr stellvertretender Stabschef, G-3, der 1. Marines Division.

### General

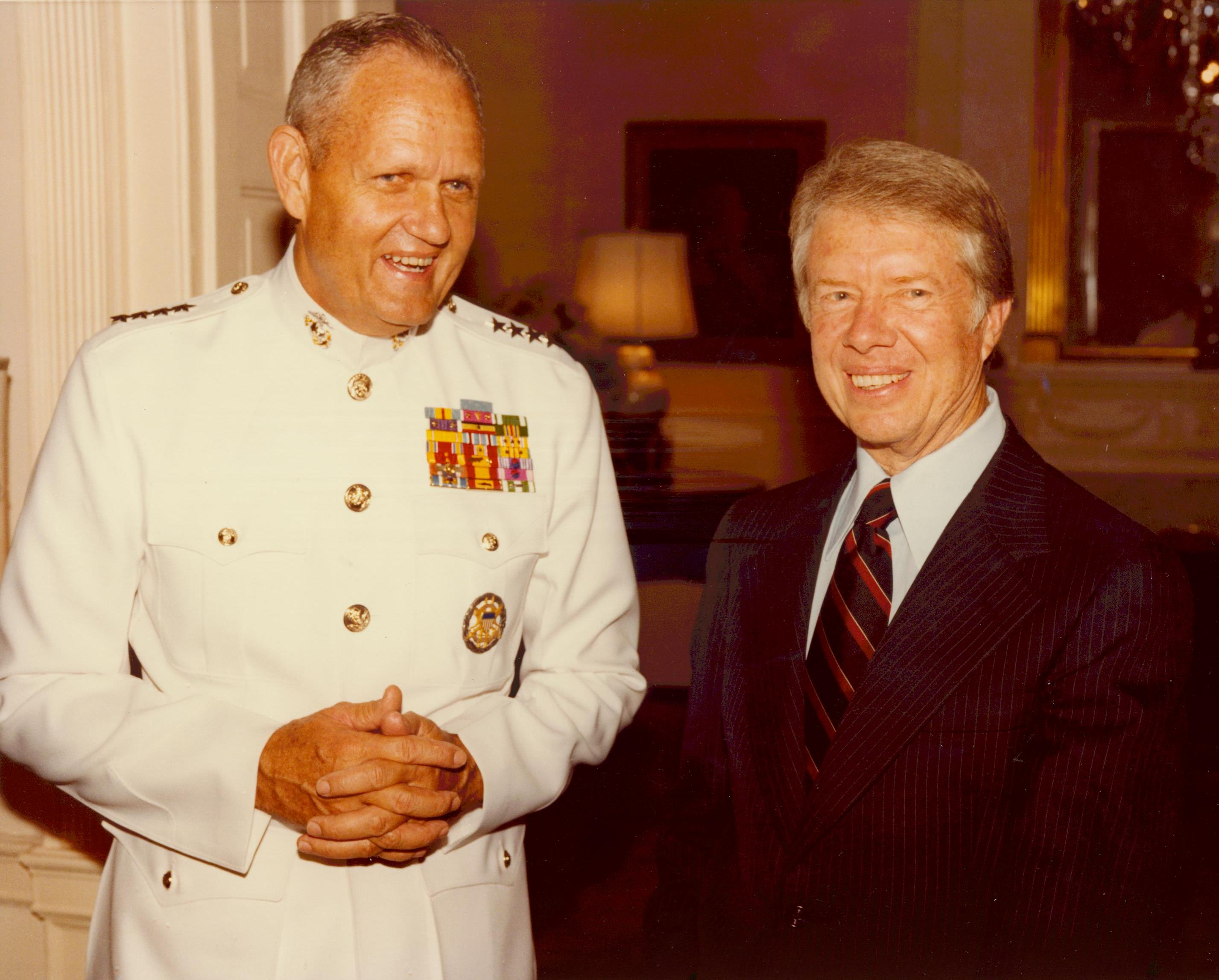
Wilson mit Präsident Jimmy Carter im August 1978.

Nach seiner Rückkehr in die Vereinigten Staaten im August 1966 übernahm Wilson das Kommando über den 6. Marine Corps Distrikt, Atlanta, Georgia. Im November 1966 zum Brigadegeneral befördert, wurde er im Januar 1967 dem HQMC zugewiesen und war bis Juli 1968 Assistent des Commandant des Marine Corps. Danach diente er bis März 1970 als Stabschef des Hauptquartiers der Pazifikflotte der U.S. Navy.
Im März 1970 wurde Wilson in den Rang eines Generalmajors befördert und übernahm das Kommando über die I. Marines Amphibious Force auf Okinawa.
Im April 1971 kehrte Wilson nach Quantico zurück, um als Stellvertreter für Ausbildung/Direktor des Ausbildungszentrums des Marine Corps Development and Education Command zu arbeiten. Im August 1972 wurde er zum Generalleutnant befördert und übernahm am 1. September 1972 das Kommando der Fleet Marine Force, Pazifik.

### Commandant desMarine Corps
Wilson wurde am 1. Juli 1975 mit Ernennung zum Commandant des U.S. Marine Corps zum General befördert.
Eine seiner wesentlichen Aufgaben war es, das Corps nach dem Vietnamkrieg zu modernisieren: Steigerung des Bereitschaftszustands, der Reaktionsfähigkeit und Mobilität der Streitkräfte. Dies erforderte schnell bewegliche, schlagkräftige Einsatzkräfte, die jeweils aus einem einzigen integrierten System moderner boden- und luftgestützter Feuerkraft, taktischer Mobilität und elektronischer Gegenmaßnahmen bestanden.
Er war als erster Commandant des Marine Corps Mitglied der Joint Chiefs of Staff. Wilson wurde am 30. Juni 1979 pensioniert.

## Auszeichnungen
Wilson war Träger folgender Orden und Ehrenzeichen:
- Medal of Honor
- Defense Distinguished Service Medal
- Legion of Merit (mit Tapferkeitsspange)
- Purple Heart
- Navy & Marine Corps Commendation Medal
- Navy Presidential Unit Citation (Tapferkeitsauszeichnung anlässlich des japanischen Überfalls auf Pearl Harbor)
- Navy Meritorious Unit Commendation (Tapferkeitsauszeichnung)
- American Defense Service Medal (Auszeichnung für Einsätze zwischen 8. September 1939 und 7. Dezember 1941)
- American Campaign Medal
- Asiatic-Pacific Campaign Medal
- World War II Victory Medal
- National Defense Service Medal
- Vietnam Service Medal (Südvietnam)
- National Order of Vietnam (Offizierskreuz; Südvietnam)
- Vietnam Gallantry Cross (Südvietnam)
- Order of National Security Merit, Sam-il Medal (Südkorea)
- Philippine Legion of Honor (Philippinen)
- Vietnam Gallantry Cross unit citation (Südvietnam)
- Vietnam Campaign Medal (Südvietnam)

### Medal of Honor
Der Präsident der Vereinigten Staaten von Amerika verlieh dem damaligen Hauptmann Louis H. Wilson Jr., USMC, die Medal of Honor mit folgender Würdigung:

„Für auffallende Tapferkeit und Unerschrockenheit unter Einsatz seines Lebens über den Ruf der Pflicht hinaus als kommandierender Offizier der Kompanie F, Zweites Bataillon, Neunte Marineinfanterie, Dritte Marines Division, im Kampf gegen feindliche japanische Truppen am Fonte Hill, Guam, Marianeninseln, 25. und 26. Juli 1944. Hauptmann Wilson erhielt den Befehl, den Teil des Hügels in seinem Einsatzgebiet einzunehmen. Er leitete den Angriff am Nachmittag ein, stieß in dem zerklüfteten, offenen Gelände gegen heftiges Maschinengewehr- und Gewehrfeuer 300 Meter weit vor und nahm das Ziel erfolgreich ein. Unverzüglich übernahm er das Kommando über andere desorganisierte Einheiten und motorisierte Gerätschaften zusätzlich zu seiner eigenen Kompanie und einem verstärkenden Zug, organisierte seine nächtliche Verteidigung angesichts des ständigen feindlichen Feuers und, obwohl er während dieser fünf Stunden dreimal verwundet wurde, beendete er seine Aufstellung von Männern und Waffen, bevor er sich zur medizinischen Versorgung in den Gefechtsstand der Kompanie zurückzog. Kurz darauf, als der Feind den ersten einer Reihe von wilden Gegenangriffen startete, die die ganze Nacht andauerten, schloss er sich freiwillig wieder seinen belagerten Einheiten an und setzte sich wiederholt dem gnadenlosen Hagel von Schrapnells und Kugeln aus, wobei er einmal fünfzig Meter ins Gelände stürmte, um einen verwundeten Marine zu retten, der hilflos hinter den Frontlinien lag. In heftigen Nahkämpfen führte er seine Männer etwa zehn Stunden lang in ein erbittert geführtes Gefecht, hielt zäh seine Linie und wehrte die immer wieder fanatisch aufflammenden Gegenangriffe ab, bis es ihm am frühen Morgen des nächsten Tages gelang, die letzten Kräfte der unter Druck stehenden Japaner zu zerschlagen. Dann organisierte er eine siebzehnköpfige Patrouille, rückte sofort auf einen strategischen Hang vor, der für die Sicherheit seiner Position entscheidend war, und trotzte kühn dem intensiven Mörser-, Maschinengewehr- und Gewehrfeuer, das dreizehn seiner Männer niederstreckte, und stieß mit den Resten seiner Patrouille unerbittlich vor, um das entscheidende Terrain zu erobern. Durch seine unbeirrbare Führung, seine kühne Kampftaktik und seinen unerschrockenen Mut im Angesicht einer überwältigenden Übermacht gelang es Hauptmann Wilson, die strategisch wichtige Hochebene in seinem Regimentssektor zu erobern und zu halten, wodurch er wesentlich zum Erfolg seines Regiments und zur Vernichtung von 350 japanischen Soldaten beitrug. Sein inspirierendes Verhalten während der kritischen Perioden dieser entscheidenden Aktion hat die höchsten Traditionen des United States Naval Service gefördert und aufrechterhalten.“

## Erinnerung
In Erinnerung an General Wilson wurden nach ihm benannt:

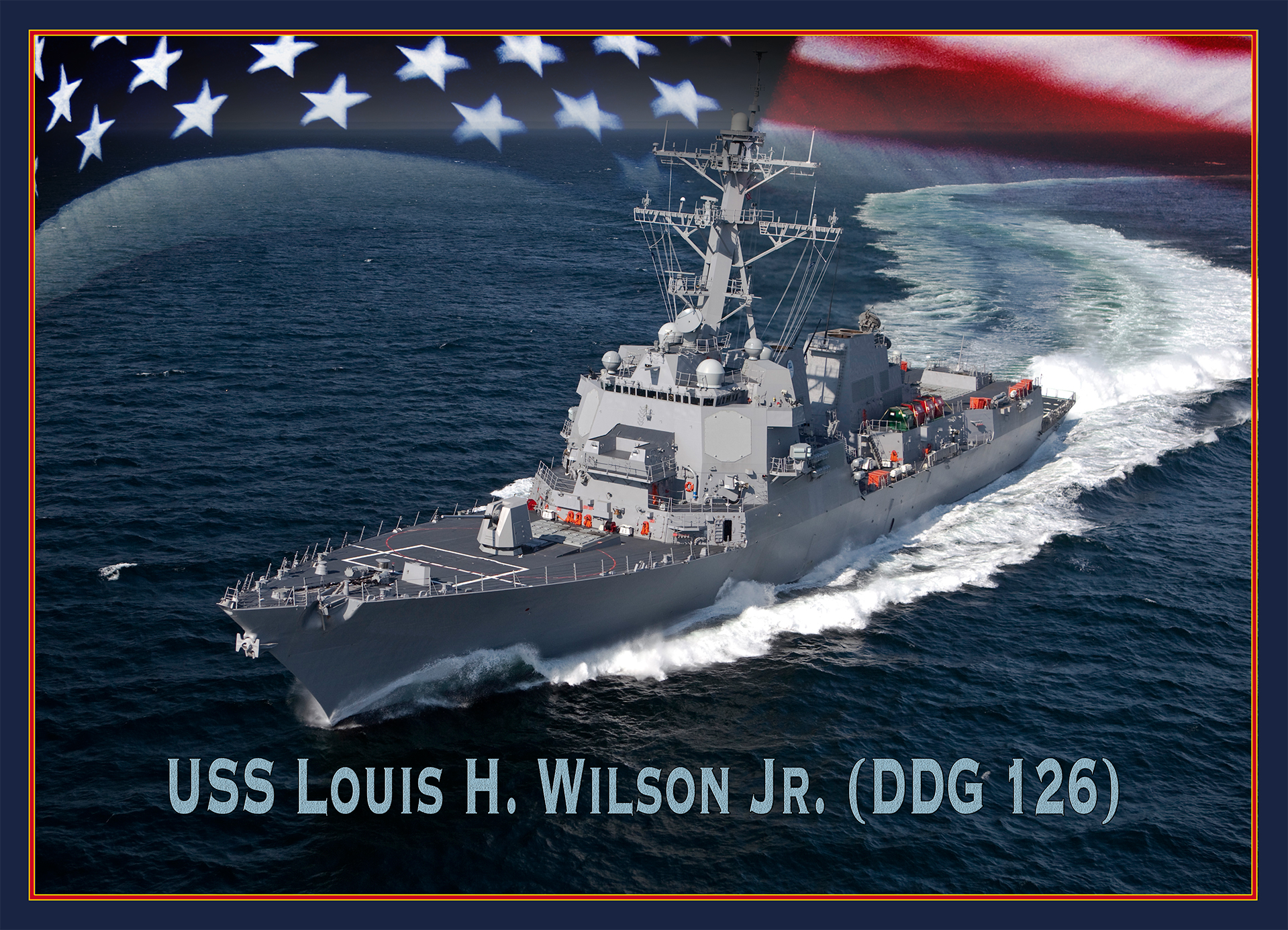
U.S.S. Louis H. Wilson Jr.

- U.S.S. Louis H. Wilson Jr.Der Wilson Boulevard und das Wilson Gate im Marine Corps Base Camp Lejeune, North Carolina,
- die Wilson Hall, das Hauptgebäude der Marine Corps Officer Candidates School, in Quantico, Virginia,[6]
- der Arleigh Burke-Klasse Zerstörer USS Louis H. Wilson Jr. (DDG 126)[7]
- der Louis Wilson Drive in Brandon, Mississippi.